# Seketin
Seketin falu Horvátországban, Varasd megyében. Közigazgatásilag Sveti Ilijához tartozik.

## Fekvése
Varasdtól 8 km-re, községközpontjától Sveti Ilijától 2 km-re délre fekszik.

## Története
A településnek 1857-ben 198, 1910-ben 301 lakosa volt. A falu 1920-ig Varasd vármegye Varasdi járásához tartozott, majd a Szerb-Horvát Királyság része lett. 1992-ben Sveti Ilija lett község központja, addig a hozzá tartozó falvakkal együtt közigazgatásilag Varasd városáshoz tartozott. A falunak  2001-ben 112 háza és 376 lakosa volt.

## Nevezetességei
A Patacsich család kastélya a 17. században épült a Varasdi-dombság egyik magaslatára. Bár a 13. század óta említik a dokumentumok, a mai épület az egyik torony déli homlokzatán látható felirat szerint 1888-as keltezésű. A kastély három különböző részből áll. Mindegyik rész külön bejárattal rendelkezik, de fizikailag össze van kötve, így a végső benyomás egy egységes épületet mutat, amely egy központi, hosszúkás részből áll, két négyzet alakú toronnyal. A nyugati oldalon egy kápolna található. A kastély körül egy kis park terül el. A kastély a neo stílusú építészet érdekes példája, jó állapotban fennmaradt és karbantartott belső térrel.

## Külső hivatkozások
- A község hivatalos oldala